# 94

94(구십사)는 93보다 크고 95보다 작은 자연수다.

## 수학
- 합성수로, 그 약수는 1, 2, 47, 94다. 진약수의 합은 50이므로, 94는 부족수다.
  - 33번째 반소수다. 앞의 반소수는 93, 다음 반소수는 95다.
- {\displaystyle 94=6+15+28+45}
  - 연속하는 네 육각수의 합으로 나타낼 수 있는 수다. 이 성질을 지닌 앞의 수는 50, 다음 수는 154다.
- {\displaystyle 94=2^{2}+3^{2}+9^{2}=4+9+81}
  - 서로 다른 세 자연수의 제곱합으로 나타낼 수 있는 수다.

## 과학
- 플루토늄(Pu)의 원자번호.
- NGC 94: 안드로메다자리 방향에 있는 렌즈형은하.

## 교통
- 고속도로
  - 주간고속도로 제94호선: 몬태나주 빌링스에서 미시간주 포트휴런까지 이어지는 미국의 주간고속도로.
  - 유럽 고속도로 94호선: 그리스 코린토스에서 아테네까지 이어지는 유럽 고속도로.
  - 아우토반 94호선(영어판, 독일어판): 독일의 고속도로.
- 국도 제94호선
  - 대한민국의 일반 국도 중 서류상으로 존재하게 되는 국도 노선의 마지막 번호.
  - 미국 94번 국도: 41번 국도(영어판)에 통합되었다.
- 기타 도로
  - 현도 제94호선

## 군사
- U-94: 독일의 군용 잠수함. 제1차 세계 대전에 사용된 1917년제 모델(영어판)과 제2차 세계 대전에 사용된 1940년제 모델(영어판)이 있다.

## 문화유산
- 대한민국의 국보 제94호: 청자 참외모양 병
- 대한민국의 보물 제94호: 제천 사자빈신사지 사사자 구층석탑
- 대한민국의 사적 제94호: 양산 신기리 고분군

## 방송
- 스카이라이프의 에이플드라마 채널 번호.
- 지니 TV와 B tv의 CMC TV 채널 번호.
- U+ TV의 채널S 플러스 채널 번호.
- LG헬로비전의 디원TV 채널 번호.
- B tv 케이블의 텔레노벨라 채널 번호.

## 기타
- 날짜: 9월 4일
- 연도: 94년, 기원전 94년
- 구사(9·4)는 섰다에서 9와 4를 동시에 잡은 것으로 사구(4·9)라고도 하며, 구사가 나온 판에 땡 이상의 패가 없는 경우에 한해, 판돈이 늘어난 상태에서 패를 다시 잡을 수 있다.